# 格朗维尔
格朗维尔（法語：Granville，法語：[ɡʁɑ̃vil] ⓘ），法国西北部城市，诺曼底大区芒什省的一个市镇，隶属于阿夫朗什区，其市镇面积为9.9平方公里，2022年1月1日时人口数量为12,799人，在法国城市中排名第776位。
格朗维尔位于芒什省西部偏南，科唐坦半岛西南部，大西洋海滨，市区北、西、南三面被海洋环绕，拉芒什海峡中央的绍塞群岛亦属于其市镇管辖范围。格朗维尔是一个区域性的中心城市，同时也因当地的城塞遗迹及自然风光而成为诺曼底地区重要的旅游城市，被称为“北方摩纳哥”（Monaco du Nord）。

## 地名

### 译名
此条目名曾被用户移至不符合法汉译音规则“格朗维勒”，部分网站采用了此译名。

## 历史

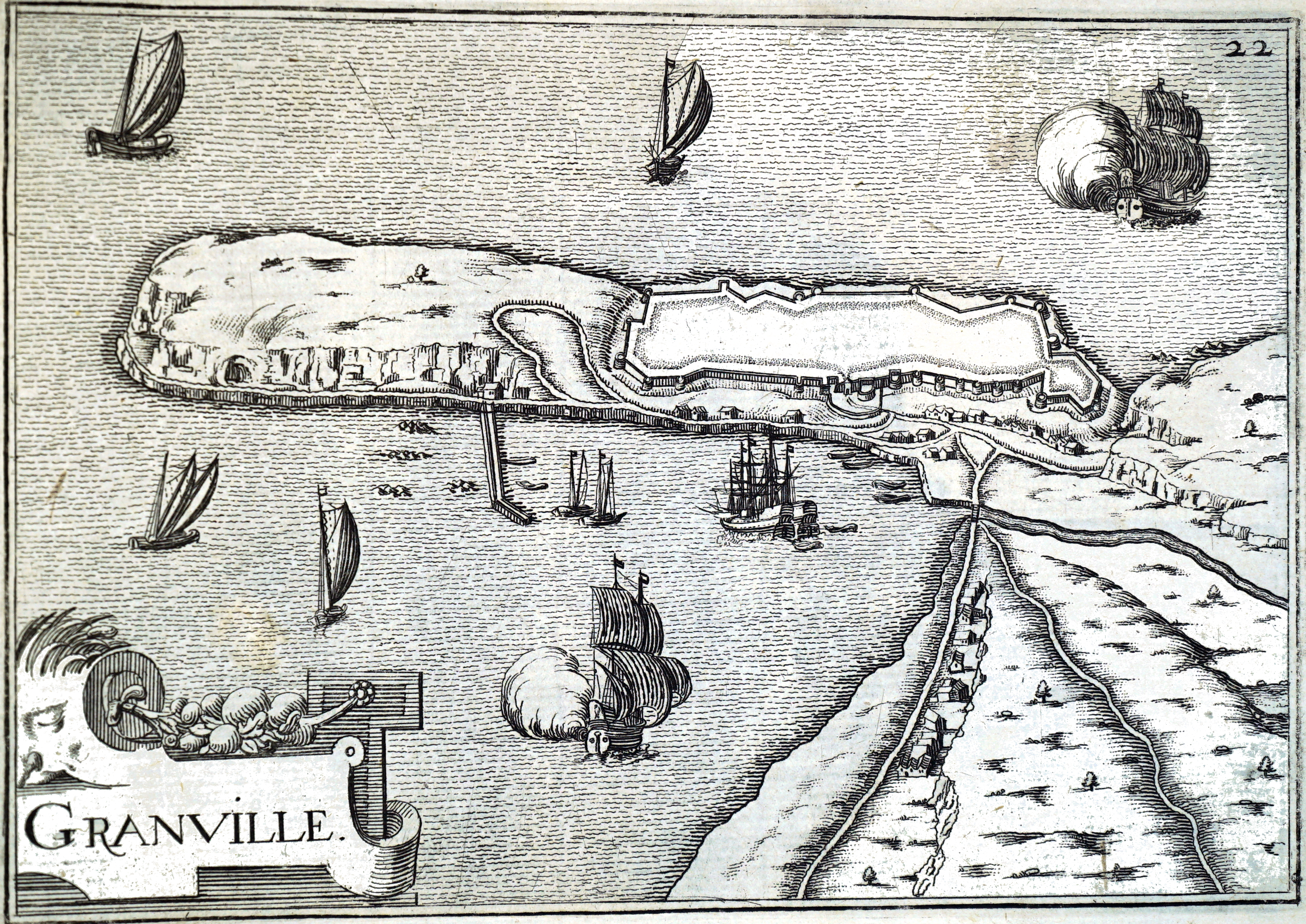
1634年的格朗维尔地图

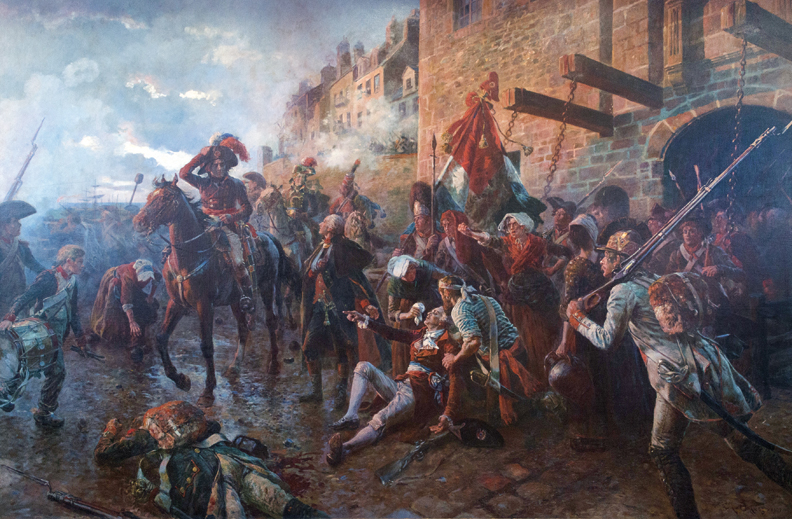
格朗维尔围城战（绘画）

根据当地的民间传说，圣米歇尔湾在公元8世纪以前尚为一片叫做“锡西森林”的沼泽湿地，距离其最近的坚硬陆地为一处叫做“利乌岩”（Roque de Lihou）的岬角，此处便逐渐形成人类聚落，成为格朗维尔的城市前身。公元709年，在一场特大暴风雨的洗礼下，锡西森林被完全摧毁，利乌岩与绍塞群岛之间的沼泽森林成为海洋。由于这一说法与现代地理和气象学理论存在一定冲突，因此未被地理学界普遍采纳。
格朗维尔可考证的历史起于中世纪中期，彼时，格朗维尔为格朗家族的领地，后者在此修建了家族宅邸，并逐渐扩建成为庄园和城堡。英法百年战争期间，英格兰军队占领了格朗维尔，并于1439年在此修建了利乌角圣母教堂。彼时，布列塔尼东北部地区已被法兰西军队收复，后者希望利用蒙圣米歇尔进攻诺曼底。兰卡斯特家族成员斯卡尔·托马斯为了阻止法兰西军队的前进，将格朗维尔作为一个军事据点，修建了城墙，并加深了格朗维尔附近的海域，形成“英格兰海沟”，欲切断蒙圣米歇尔与格朗维尔之间的海岸线通道。但是，仅三年后，在埃斯图特维尔的路易的帮助下，法兰西军队成功收复格朗维尔。1470年，路易十一曾到访格朗维尔。17世纪末大同盟戰爭期间，格朗维尔受到一定程度的破坏，军事家塞巴斯蒂安·勒普雷斯特·德·沃邦由此吸取经验，改良并提升了其之后修建的沃邦防御工事。法国大革命后，格朗维尔成为芒什省的一个市镇，旺代和舒旺军队于1793年11月14日在此抵抗共和国军队，但未能成功。工业革命期间，格朗维尔被开辟为一处海滨浴场，当地出现了多处度假设施，1870年，连接巴黎和格朗维尔之间的铁路线建成运营，格朗维尔成为了一座重要的旅游城市，当地的人口数量也有所扩张。第二次世界大战期间，格朗维尔被纳粹德军控制，后者在此修建了军事设施，联军诺曼底登陆期间对其进行了摧毁。

## 地理

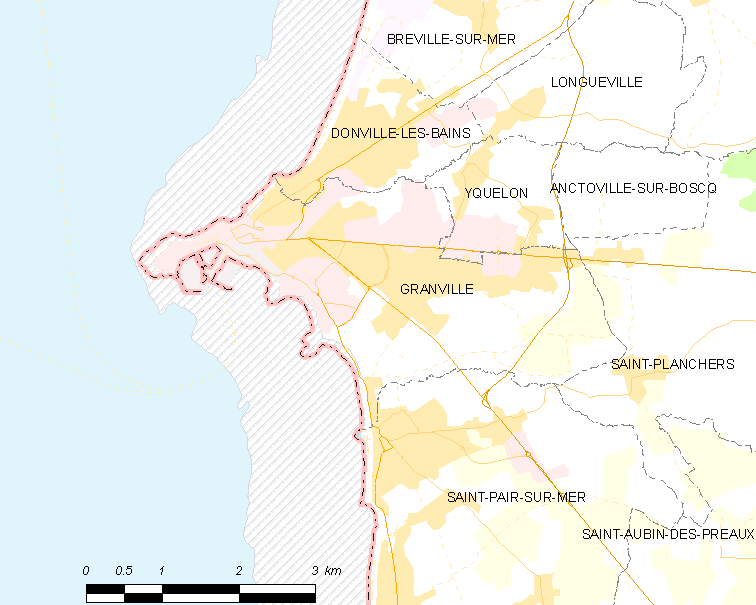
格朗维尔市镇范围地图（仅陆地部分）

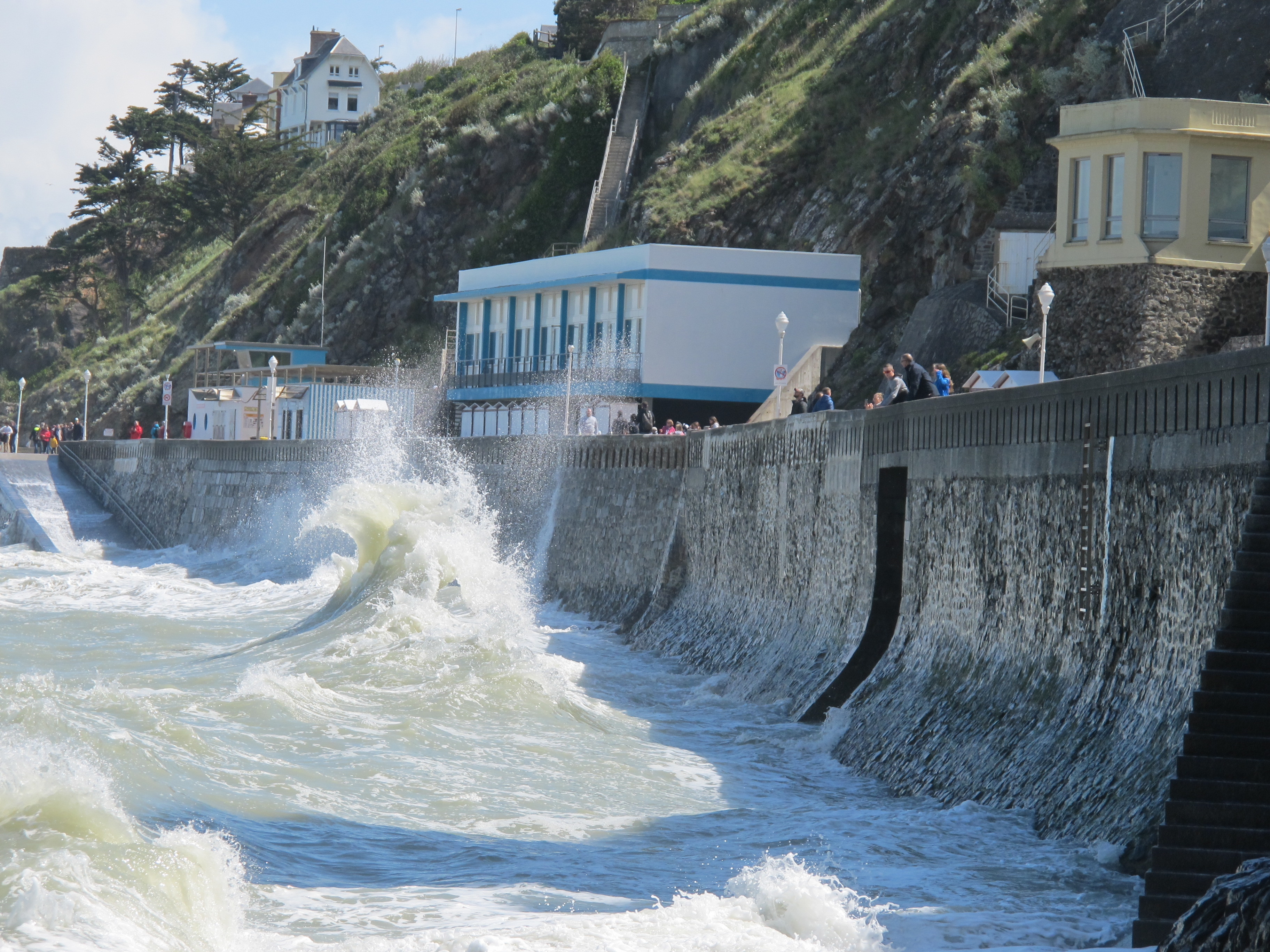
格朗维尔城塞下的海浪

格朗维尔位于法国西北部，诺曼底大区西部和芒什省西部偏南，距离省会圣洛大约57公里。与格朗维尔接壤的市镇包括：栋维尔莱班、滨海圣派尔、圣普朗谢、伊克隆。

### 地形
格朗维尔位于诺曼底丘陵西部海岸的一处岬角处，其历史城塞位于海岸高地上，而城市则位于城塞后方，地势较为平坦，全境海拔在0到67米之间。
格朗维尔管辖的绍塞群岛则属于丘陵地貌。

### 水文
格朗维尔北、西、南三侧被拉芒什海峡环绕，而陆地上则无大型天然水域分布。

### 植被
格朗维尔属于温带落叶林区，市区东部的花谷公园（Parc du Val ès Fleurs）是当地主要的城市绿地公园。
在鲜花城市的评比中，格朗维尔被评为3星级鲜花城市。

### 气候
格朗维尔在柯本气候分类法中属于温带海洋性气候。
格朗维尔境内设有“岩石角”（Pointe du Roc）气象站，以下为该气象站的数据（其中日照数据取自圣马洛机场）：
| 格朗维尔1981年－2019年 | 格朗维尔1981年－2019年 | 格朗维尔1981年－2019年 | 格朗维尔1981年－2019年 | 格朗维尔1981年－2019年 | 格朗维尔1981年－2019年 | 格朗维尔1981年－2019年 | 格朗维尔1981年－2019年 | 格朗维尔1981年－2019年 | 格朗维尔1981年－2019年 | 格朗维尔1981年－2019年 | 格朗维尔1981年－2019年 | 格朗维尔1981年－2019年 | 格朗维尔1981年－2019年 |
| 月份                   | 1月                    | 2月                    | 3月                    | 4月                    | 5月                    | 6月                    | 7月                    | 8月                    | 9月                    | 10月                   | 11月                   | 12月                   | 全年                   |
| ---------------------- | ---------------------- | ---------------------- | ---------------------- | ---------------------- | ---------------------- | ---------------------- | ---------------------- | ---------------------- | ---------------------- | ---------------------- | ---------------------- | ---------------------- | ---------------------- |
| 历史最高温 °C（°F）    | 14.4 (57.9)            | 16.4 (61.5)            | 22.2 (72.0)            | 25.7 (78.3)            | 31 (88)                | 34 (93)                | 36 (97)                | 35.4 (95.7)            | 30.6 (87.1)            | 25.4 (77.7)            | 18.2 (64.8)            | 17 (63)                | 36 (97)                |
| 平均高温 °C（°F）      | 7.5 (45.5)             | 7.6 (45.7)             | 10.5 (50.9)            | 13 (55)                | 16.6 (61.9)            | 19.3 (66.7)            | 22.1 (71.8)            | 21.6 (70.9)            | 20.4 (68.7)            | 16.4 (61.5)            | 11.6 (52.9)            | 8.7 (47.7)             | 14.6 (58.3)            |
| 日均气温 °C（°F）      | 5.7 (42.3)             | 5.5 (41.9)             | 8.1 (46.6)             | 9.9 (49.8)             | 13.4 (56.1)            | 16 (61)                | 18.7 (65.7)            | 18.5 (65.3)            | 17.2 (63.0)            | 13.9 (57.0)            | 9.5 (49.1)             | 6.9 (44.4)             | 11.9 (53.4)            |
| 平均低温 °C（°F）      | 4.1 (39.4)             | 3.4 (38.1)             | 5.7 (42.3)             | 6.9 (44.4)             | 10.2 (50.4)            | 12.7 (54.9)            | 15.2 (59.4)            | 15.4 (59.7)            | 14.1 (57.4)            | 11.4 (52.5)            | 7.5 (45.5)             | 5.1 (41.2)             | 9.3 (48.7)             |
| 历史最低温 °C（°F）    | −11.8 (10.8)           | −10 (14)               | −3 (27)                | −0.2 (31.6)            | 2.6 (36.7)             | 6 (43)                 | 8 (46)                 | 8 (46)                 | 5.8 (42.4)             | 2.4 (36.3)             | −4.6 (23.7)            | −5 (23)                | −11.8 (10.8)           |
| 平均降水量 mm（）      | 69.4 (2.73)            | 46.1 (1.81)            | 54.3 (2.14)            | 45.5 (1.79)            | 54.9 (2.16)            | 41.6 (1.64)            | 37.4 (1.47)            | 36.1 (1.42)            | 38.4 (1.51)            | 67.3 (2.65)            | 56.8 (2.24)            | 62.2 (2.45)            | 610.2 (24.02)          |
| 月均日照時數           | 69.5                   | 84.3                   | 127.5                  | 164.1                  | 188.4                  | 206.4                  | 206.4                  | 198.6                  | 167.1                  | 112.6                  | 77.8                   | 64                     | 1,666.7                |
| 来源：infoclimat.fr    |                        |                        |                        |                        |                        |                        |                        |                        |                        |                        |                        |                        |                        |

## 行政区划
格朗维尔是法国诺曼底大区芒什省的一个市镇，编号为50218。格朗维尔隶属于阿夫朗什区和芒什省第二选区，管理格朗维尔县，同时也是格朗维尔市镇公共社区的办公驻地。
法国国家统计与经济研究所（简称）在进行数据统计时，将格朗维尔及相邻的另外8个市镇设为格朗维尔城市核心区，并将包括核心区在内的周边共17个市镇划为格朗维尔城市区。自2020年起，格朗维尔城市区被包含34个市镇的格朗维尔城市辐射区代替。此外，还将格朗维尔市镇分为了8个“块区”（IRIS），以便于统计人口分布情况。

## 交通

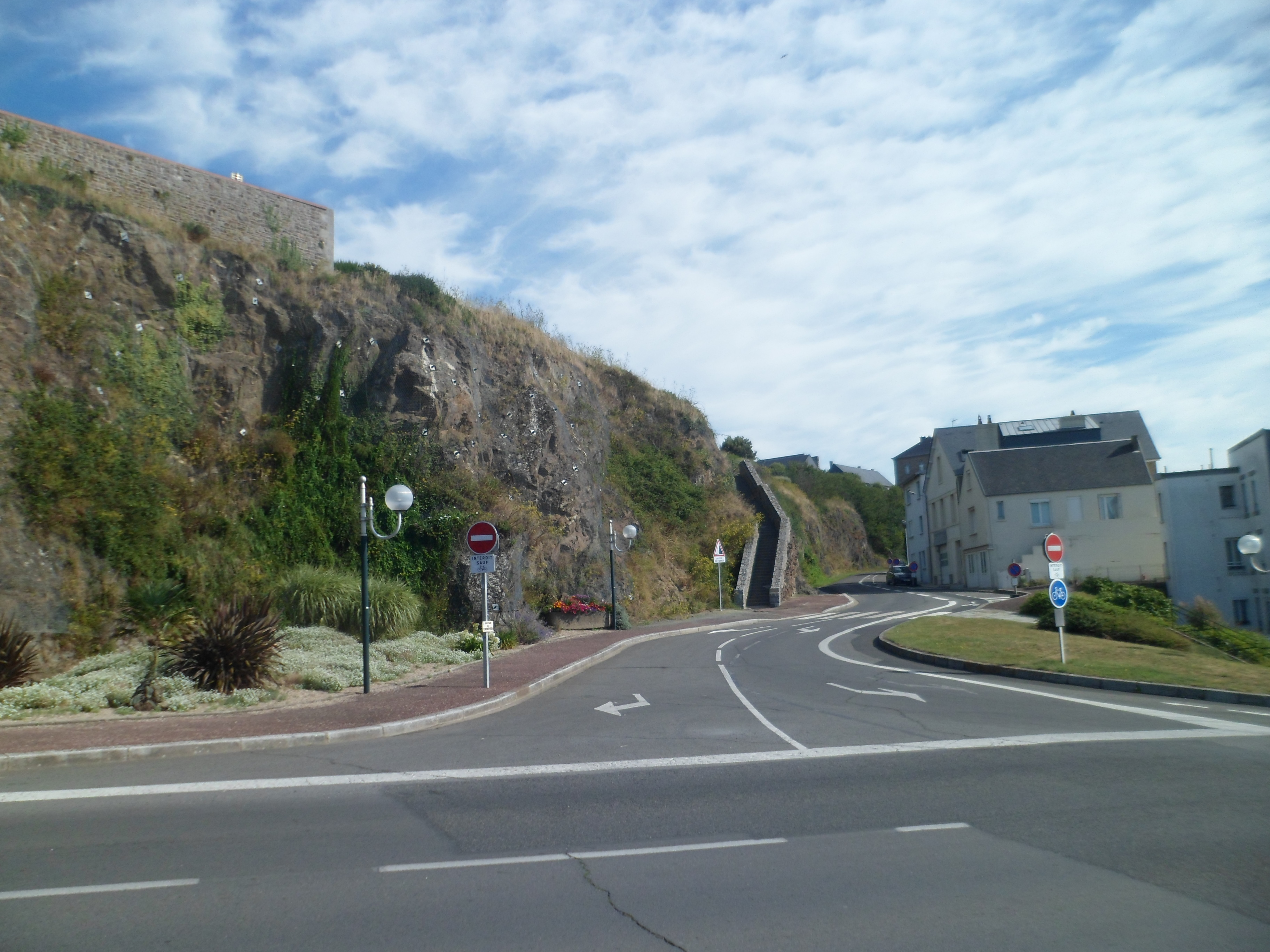
格朗维尔城塞下方的一条公路

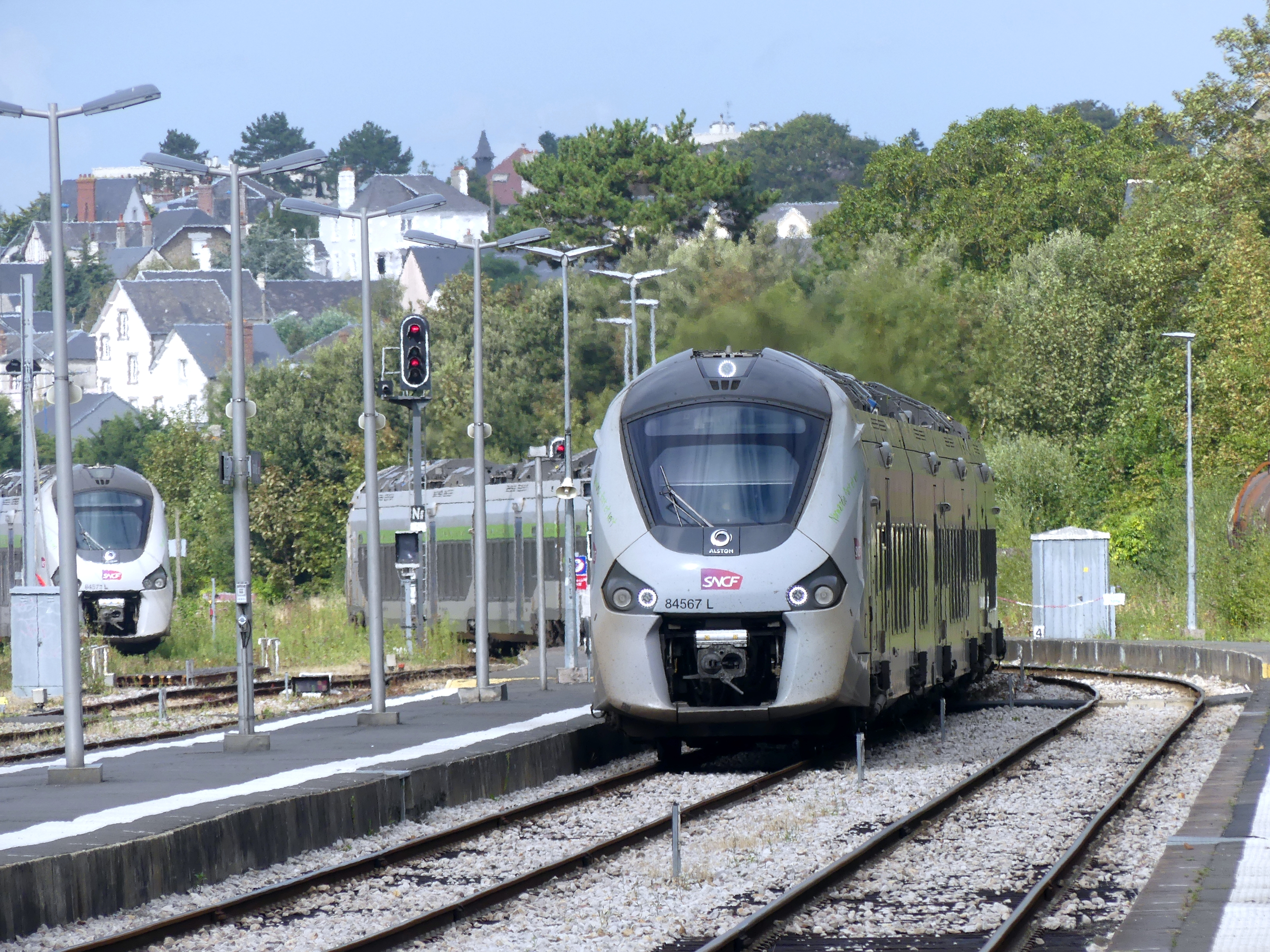
格朗维尔火车站内的一列区域列车

### 公路
多条芒什省省道在格朗维尔境内交汇，距离格朗维尔最近的高速公路出入口为A84高速公路的37号出入口，距离格朗维尔市区大约26公里。
诺曼底大区下属的城际客运提供巴士线路，可前往圣洛、阿夫朗什、库唐斯等地。
2017年，53.2%的格朗维尔家庭拥有至少一辆私人汽车。2019年，格朗维尔境内共发生各类交通事故30起，造成1人遇难，38人受伤。

### 铁路
格朗维尔位于阿让唐－格朗维尔铁路的最西端。格朗维尔站位于市区，该站每天开行数班可直通巴黎的区域列车，途径维尔-诺曼底、阿让唐、莱格勒、德勒等地。

### 航空
格朗维尔-蒙圣米歇尔飞行场位于市区北部的滨海布雷维尔境内，该机场供商务及救援使用，未开行固定航班。
距离格朗维尔最近的民用航空站为卡昂机场，距离格朗维尔市中心的公路里程约100公里。

### 水运
格朗维尔港是一个区域性的海港，开行前往绍塞群岛及泽西岛的固定轮渡，同时可供中小型游轮停靠。

### 城市公共交通
格朗维尔城市公共交通（商业名称为）是当地的城市公共交通系统。截至2021年4月，该系统共包括2条公交线路，路网覆盖了格朗维尔市区内的主要街道和居民区。该交通系统建于2014年12月，而在此以前，格朗维尔因长期缺乏城市公共交通而受到争议。

## 政治

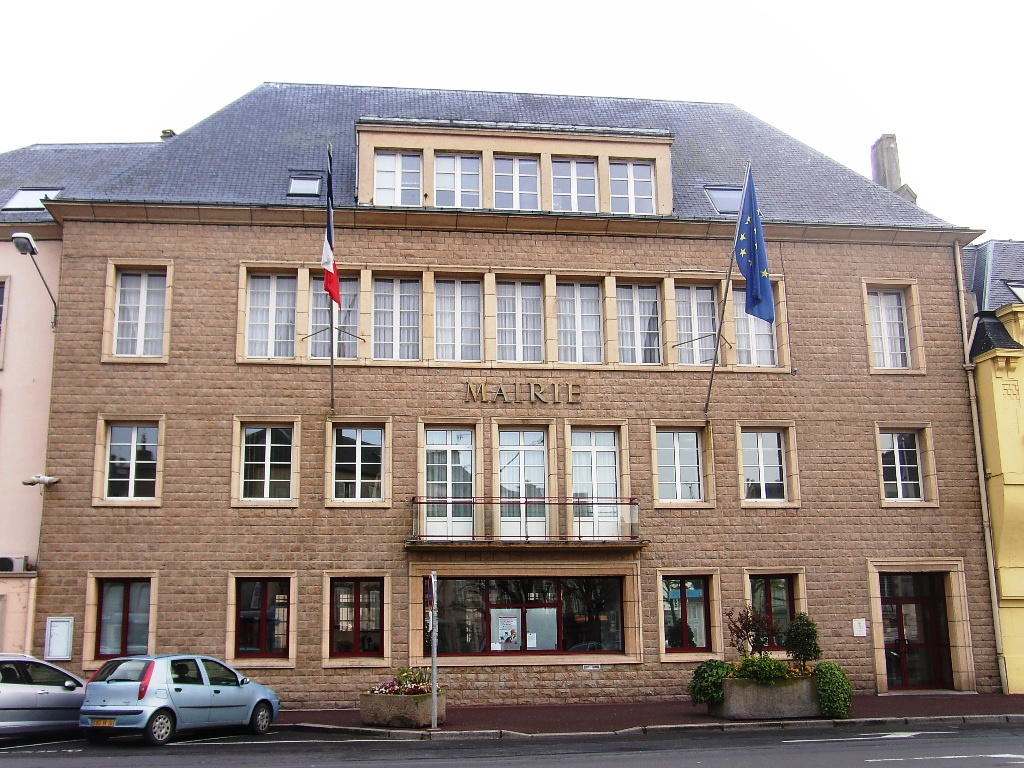
格朗维尔市政厅

格朗维尔的现任市长为吉勒·梅纳尔先生（Gilles Ménard），他是一名左翼无党派人士，在2020年的市政选举中获得了50.03%的支持率。
在2017年的法国总统大选中，法国第25任总统埃马纽埃尔·马克龙在格朗维尔获得了76.13%的支持率。
| 格朗维尔历届市长 |                                        |                                  |
| 任期             | 市长                                   | 党派                             |
| 1945年－1947年   | Jules Desmonts 朱尔·德蒙               | RAD激进党                        |
| 1947年－1959年   | Roger Maris 罗歇·马里斯                | RPF法国人民联盟                  |
| 1959年－1961年   | Marius Beaumois 马里于斯·博穆瓦        | RAD激进党                        |
| 1961年－1977年   | Henri Baudouin 亨利·博杜安             | UNR新共和国联盟 →RI独立激进党    |
| 1977年－1983年   | Rémy Derubay 雷米·德吕贝               | PS社会党                         |
| 1983年－1989年   | Henri Baudouin 亨利·博杜安             | UDF法国民主联盟                  |
| 1989年－1990年   | Jean-Claude Lecossais 让-克洛德·勒科赛 | RPR保衛共和聯盟                  |
| 1990年－1994年   | Bernard Beck 贝尔纳·贝克               | UDF法国民主联盟                  |
| 1994年－2008年   | Marc Verdier 马克·韦迪耶               | RPR保衛共和聯盟 →UMP人民运动联盟 |
| 2008年－2014年   | Daniel Caruhel 达尼埃尔·卡吕埃尔       | PRG左派激進黨                    |
| 2014年－2020年   | Dominique Baudry 多米尼克·博德里       | DVD右翼无党派人士                |
| 2020年－         | Gilles Ménard 吉勒·梅纳尔              | DVG左翼无党派人士                |

## 人口
2018年，格朗维尔市镇人口数量为12,567，在法国排名第776位。其中男性5,594人，女性6,986人，75岁及以上人口占16.9%，外籍人口数量为3,112人，人口密度为1,269人/平方公里，当地居民被称为（男性）或（女性）。2019年，格朗维尔境内出生72人，死亡人口234人。
| 年份   | 1936   | 1946   | 1954   | 1962  | 1968   | 1975   | 1982   | 1990   | 1999   | 2006   | 2011   | 2016   | 2018   |
| ------ | ------ | ------ | ------ | ----- | ------ | ------ | ------ | ------ | ------ | ------ | ------ | ------ | ------ |
| 人口數 | 10,329 | 10,132 | 10,368 | 9,827 | 12,715 | 13,330 | 13,546 | 12,413 | 12,687 | 13,022 | 12,999 | 12,900 | 12,567 |

## 经济
格朗维尔是一个区域性的中心城市，旅游业是当地重要的经济来源。截至2021年5月，当地共有各类用人单位2,367家，平均历史为18年，其中98.73%为中小型企业（PME）。（建筑）、（医疗器械）及（汽车销售）是当地2019年营业额最高的三个企业，分别为46,803,658欧元、38,136,597欧元和18,279,212欧元。

## 财政收入
2019年，格朗维尔的财政收入总额为23,456,600欧元，财政支出总额为20,945,100欧元，当年的债务总额为17,146,700欧元。2020年，格朗维尔共获得2,477,833欧元的国家财政补助，比上一年减少了0.02%。
2017年，格朗维尔的人均月收入总额为1,986欧元，其中高级职员为3,944欧元，低于法国平均水平（4,214欧元）；中级职员为2,165欧元，低于法国平均水平（2,353欧元）；普通职员为1,547欧元，亦低于法国平均水平（1,690欧元）。
2017年，格朗维尔境内的青壮年（15至64岁）失业率为16.7%，当地49.7%的家庭拥有纳税资格，平均纳税3,181欧元，低于法国平均水平（3,888欧元）。

## 社会事务

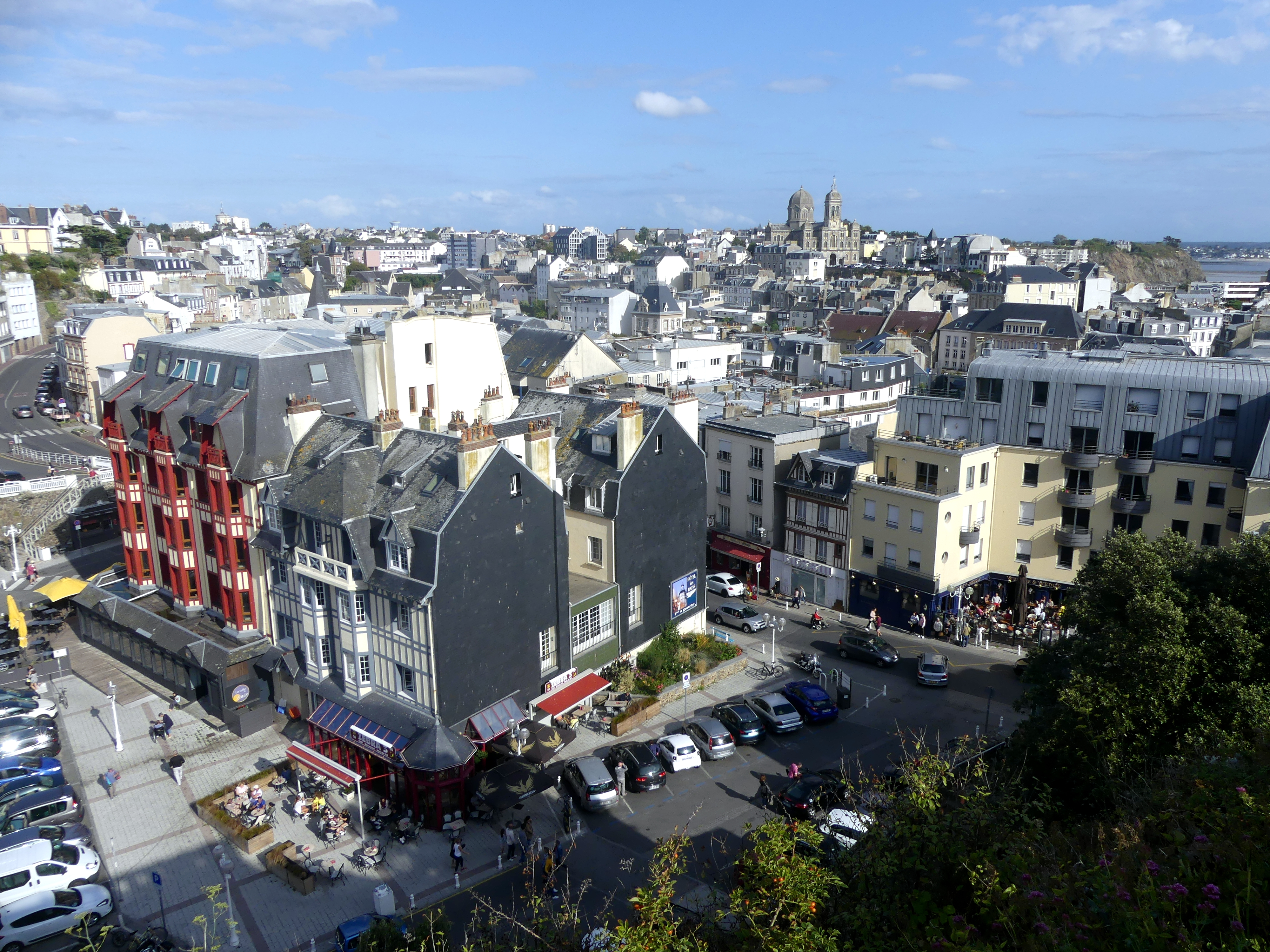
格朗维尔市中心的福煦广场

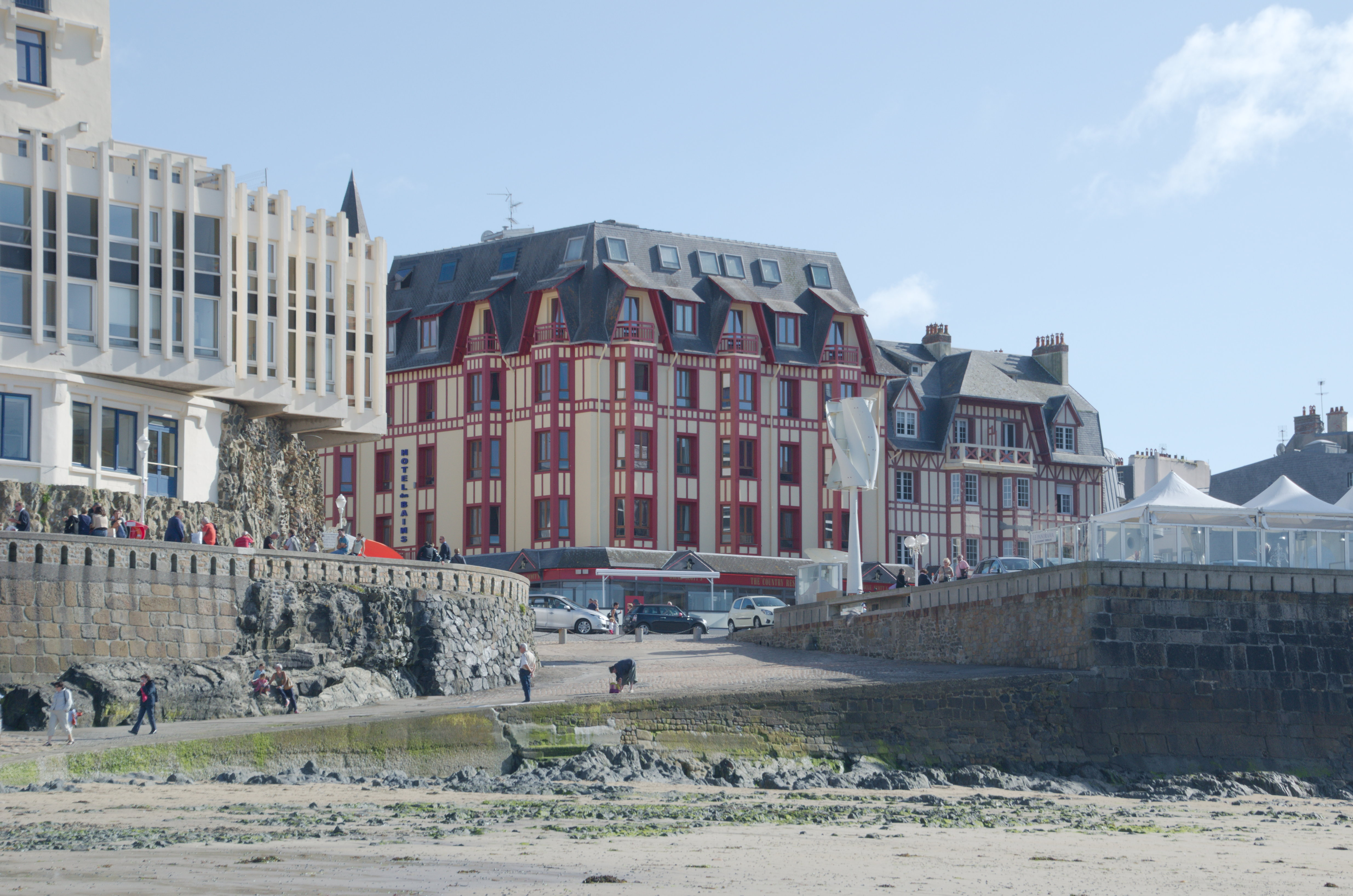
格朗维尔海滩附近的公寓

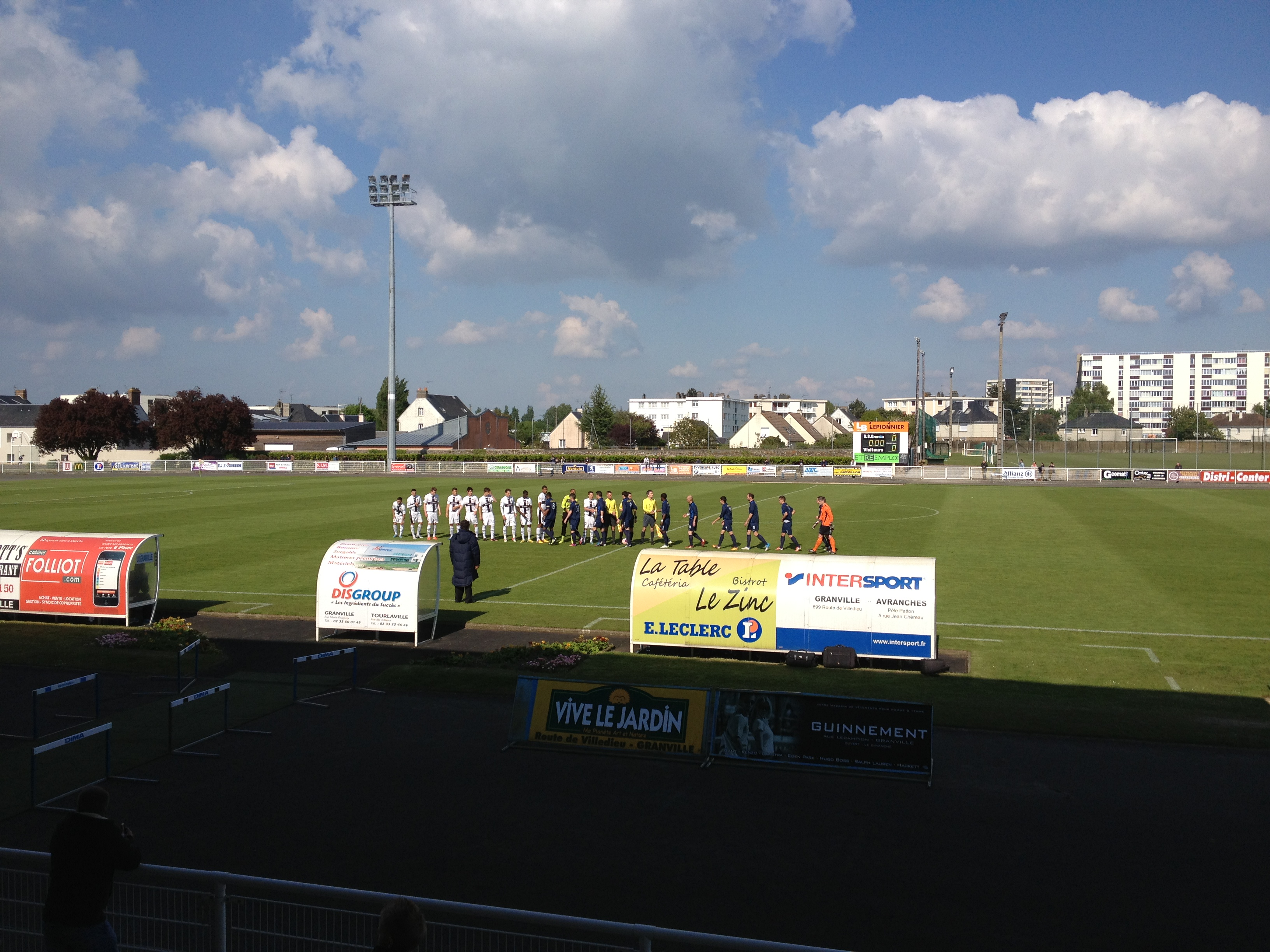
路易·迪奥球场

### 教育
格朗维尔属于卡昂学区。截止2019年1月1日，格朗维尔境内共有7所小学、2所初级中学、3所普通高中和1所农业高中。2018至2019学年度，格朗维尔境内共有在校中等教育阶段学生2,846名。
在高等教育方面，格朗维尔境内有一所卫生学校。

### 医疗
截止2019年1月1日，格朗维尔境内共有全科医生18名、保健师18名、牙医12名、护士27名、耳科医生2名、眼科医生8名、皮肤科医生2名、助产士2名和妇科医生2名。境内共有药房9家、养老院4家、残疾人帮扶中心4家。
格朗维尔是阿夫朗什-格朗维尔中心医院的服务范围，后者是法国的一个区域性医疗机构，其主病区位于格朗维尔市区，另在阿夫朗什市区北部设有一个病区，两区共设有床位723个，是这一区域规模最大的公立综合性医院。

### 住房
2017年，格朗维尔境内共有各类住房9,933套，其中39.7%为独立式居民区，主要分布于市区东南部和东北部；59.5%为集中式居民区，主要分布于市区中部和中东部。常住房屋占格朗维尔市镇范围内居民建筑总量的69.3%。
在住房保障政策方面，2017年，格朗维尔境内共有1,767户家庭获得了住房经济补助，受益人数占总人口数量的14%，其中1,735份为房租补助。

### 商业
2019年，格朗维尔境内共有各类实体商铺436家，其中餐厅69家、大型超市4家、杂货店5家、面包房18家、肉铺7家、书店7家、装饰品店4家、银行门店12家、美容美发店21家、汽车维修店13家。市区东部的伊克隆境内建有大型开放式商业街区。

### 体育
2019年，格朗维尔境内共有1家游泳池、5间体育馆、1座综合体育场、9处网球场、3处足球或橄榄球场以及1处篮球或排球场。
格朗维尔体育俱乐部是当地的一支足球队，成立于1918年，2021至2022赛季参加法国全国乙组联赛（法丁），其主场“路易·迪奥球场”（Stade Louis Dior）可同时容纳超过3,200名观众，是当地规模最大的体育设施。

### 环境
格朗维尔的环境事务由其所属的公共社区负责。2019年，格朗维尔境内共有1家污染企业。

### 治安
2019年，格朗维尔市镇范围内共有1处派出所和0处宪兵队。
2014年，格朗维尔及附近地区共发生各类案件1,071起，其中盗窃类案件703起，经济类案件124起，毒品交易类案件67起。

## 文化
2019年，格朗维尔境内共有1家剧场、1家电影院和3家博物馆。格朗维尔市政府提供多媒体中心，向公众全年开放。

### 建筑
格朗维尔境内有多处历史遗迹，其中格朗维尔城墙、利乌角圣母教堂等为法国国家文物保护单位；利乌角灯塔和绍塞灯塔则是当地的地标性建筑物。

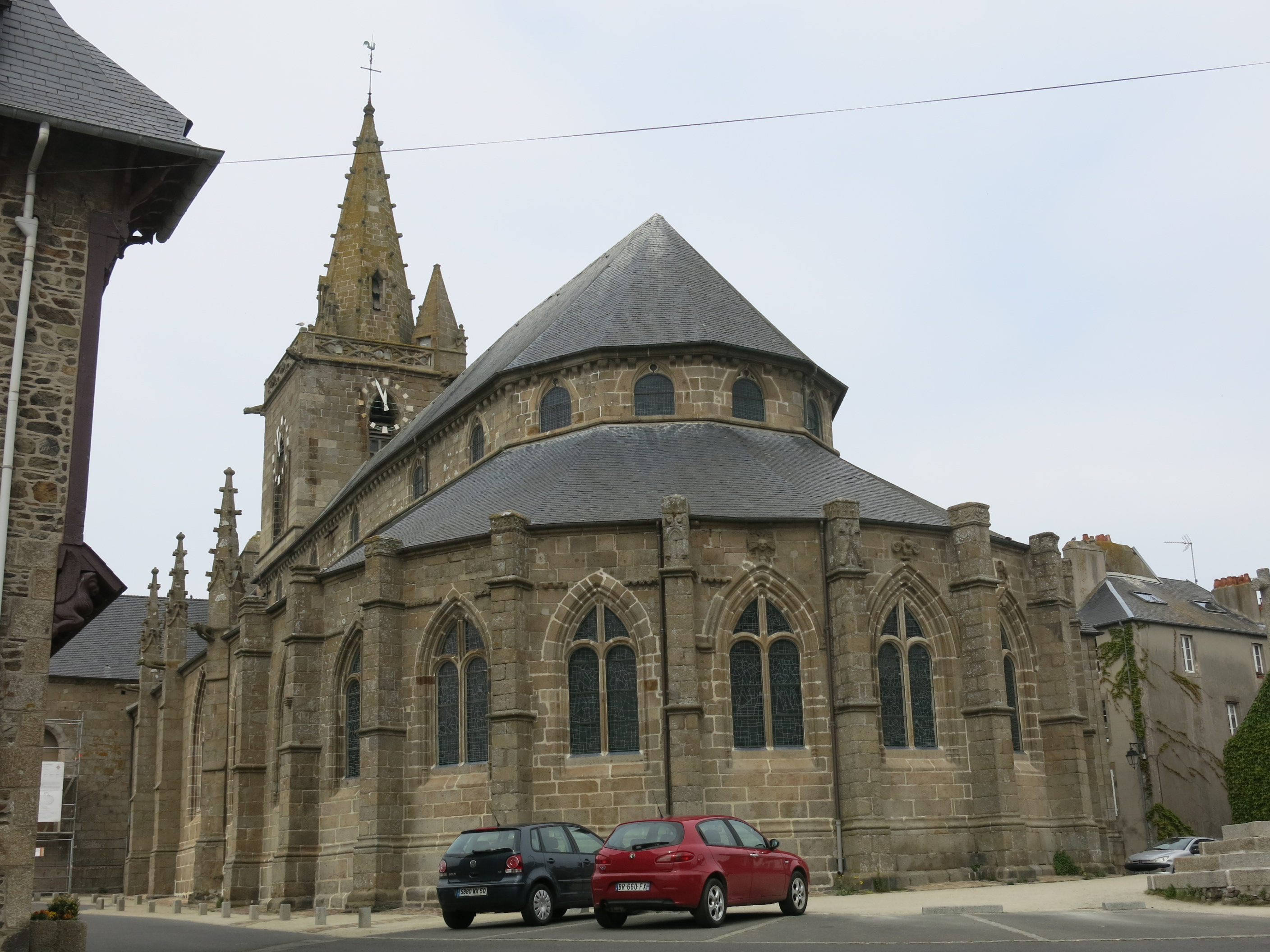
利乌角圣母教堂（法语：Église Notre-Dame du Cap Lihou）
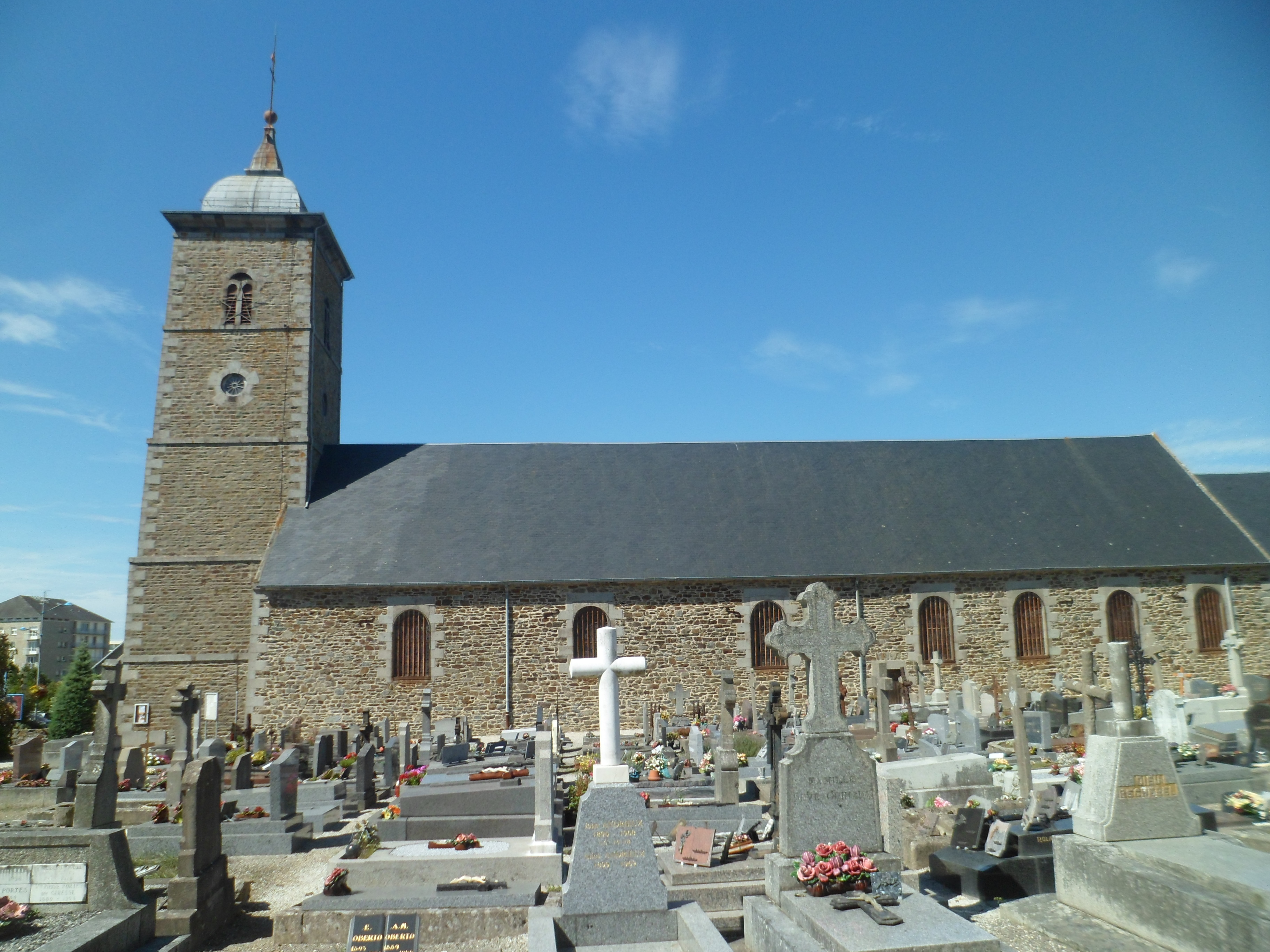
圣尼古拉教堂
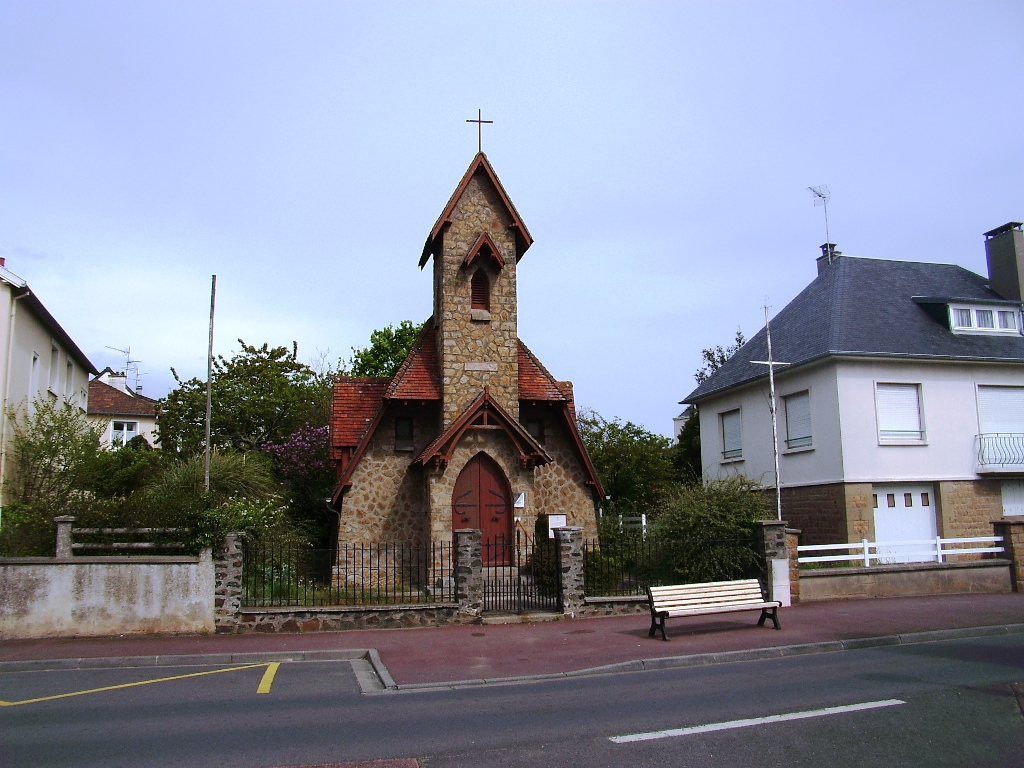
神庙
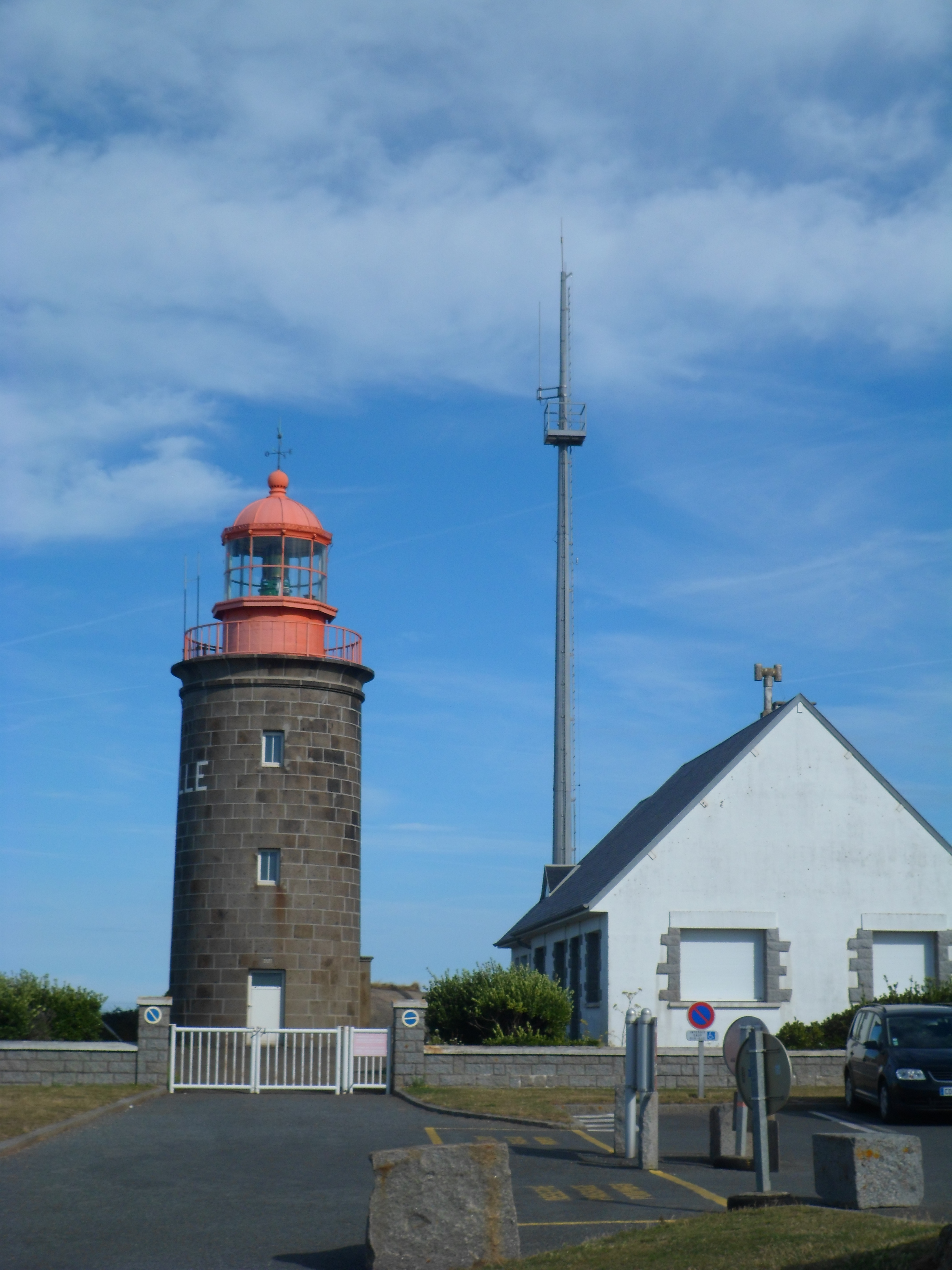
利乌角灯塔
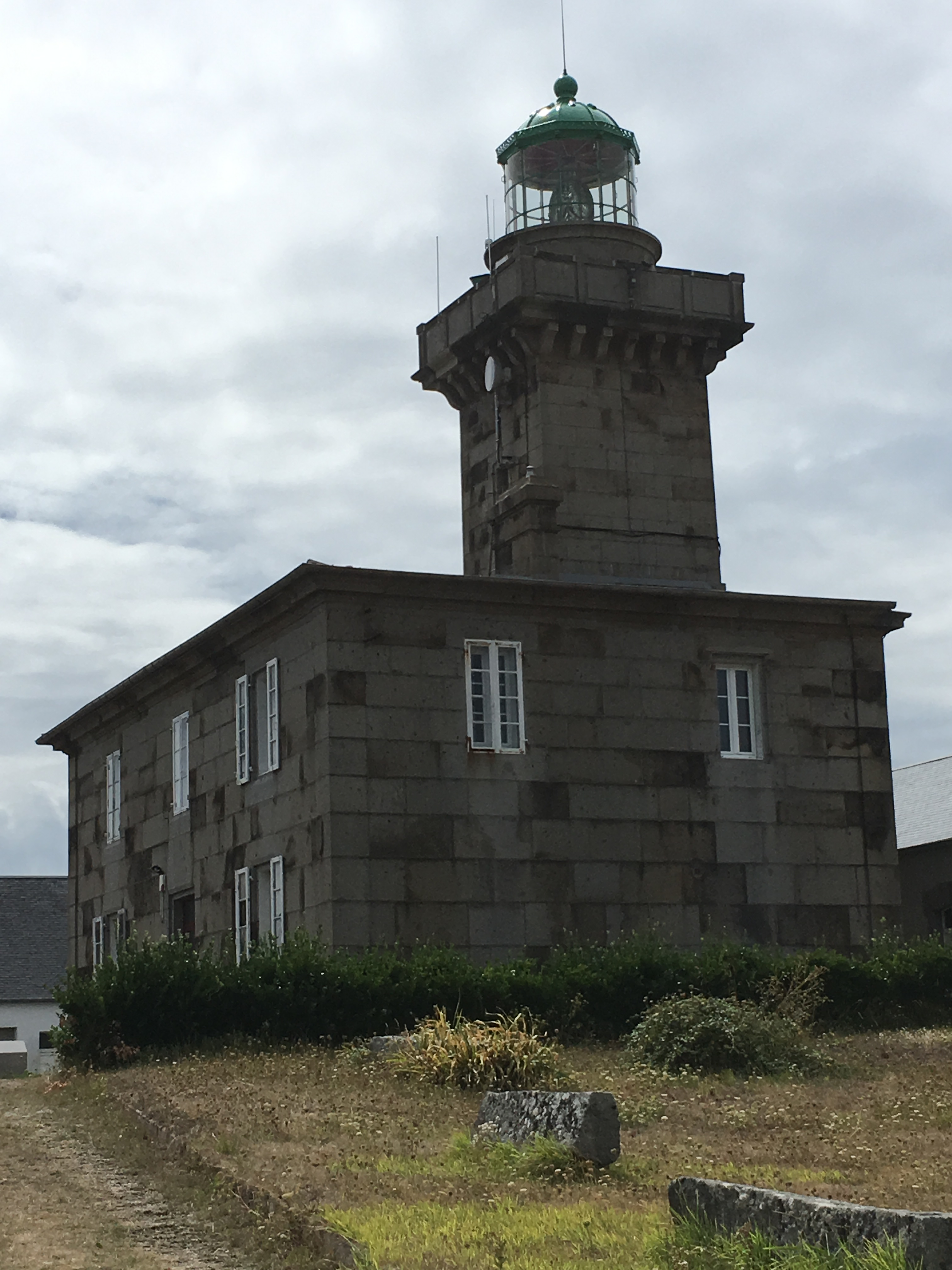
绍塞灯塔
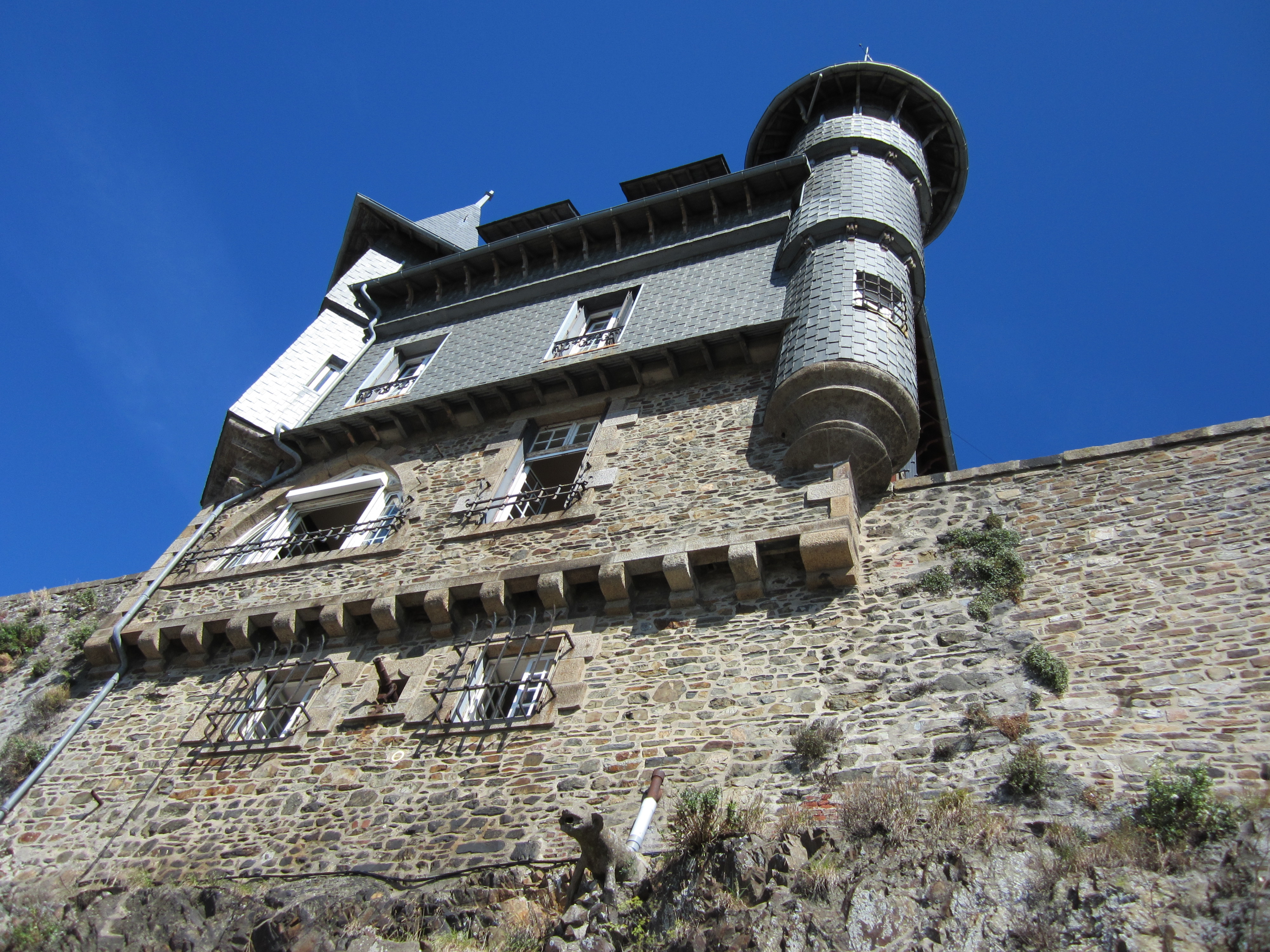
城塞一角
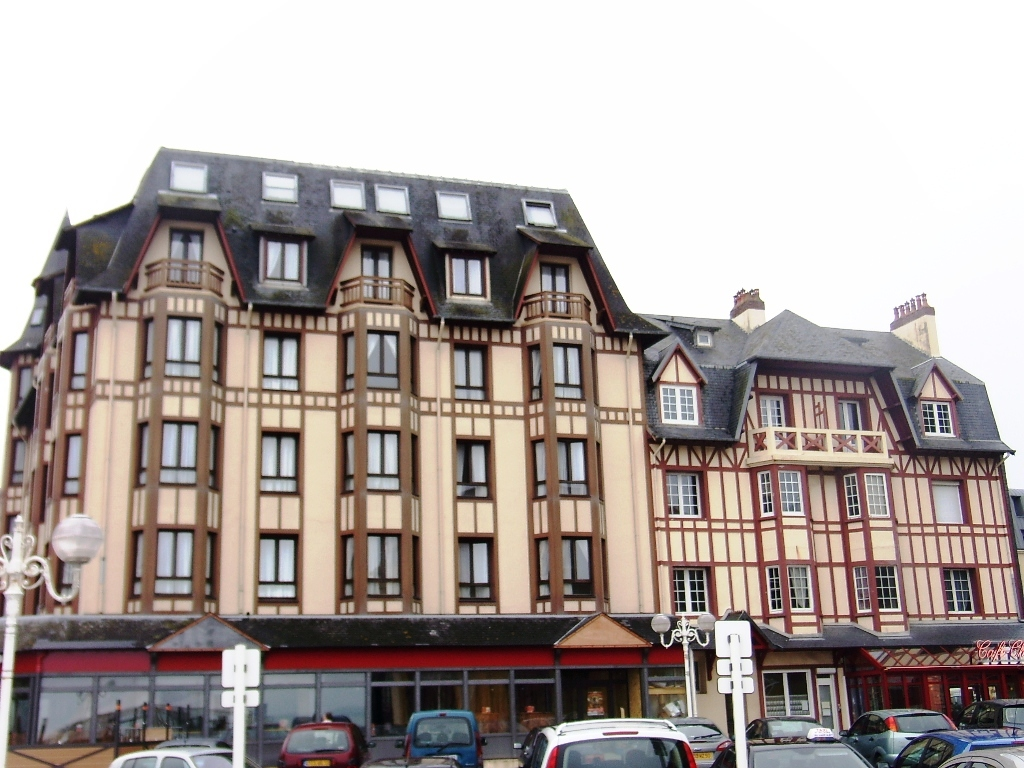
温泉酒店

### 旅游
格朗维尔的旅游事务由其所属的公共社区负责。2020年，格朗维尔境内共有8家酒店共计326间房间；另有1个露营地，可容纳共135辆露营车。

### 媒体
法国主要的媒体均可在格朗维尔接收，法国电视三台下属的诺曼底大区频道在部分时段播出格朗维尔所属区域的地方新闻。

## 相关人物

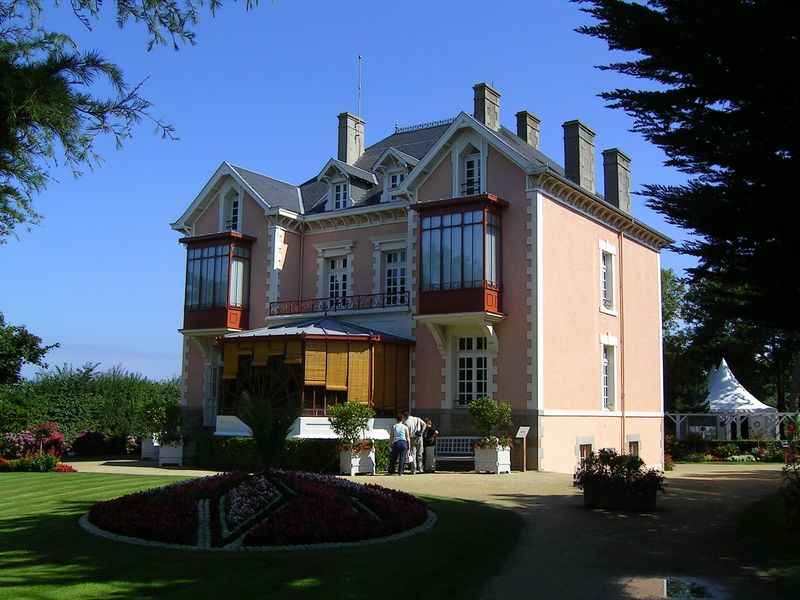
迪奥故居

法国时装设计师克里斯汀·迪奧出生于格朗维尔，其故居已被开辟为一处博物馆。
除此之外，出生于格朗维尔的重要人物还有法国画家莫里斯·丹尼、击剑运动员安德烈·博南、政治人物菲利普·珀姆泽克、演员雅克·冈布兰等。
摩纳哥国王雅克一世曾为格朗维尔的执政者。

## 友好城市
截至2021年5月，格朗维尔共与三座城市互为友好城市关系：
- 加拿大 里维耶尔迪卢（法语：Rivière-du-Loup）
- 格陵兰 乌马纳克
- 澤西 圣布雷拉德（英语：Saint Brelade）[49]

## 外部連結
- [格朗维尔市政府官方网站] （法语）.
- [格朗维尔简述].   [2021-05-02]. （原始内容存档于2021-06-23） （法语）.
- [格朗维尔公共社区旅游局官方网站].   [2021-05-02]. （原始内容存档于2021-05-20） （法语）.
- [INSEE关于格朗维尔地区的各类数据统计].   [2021-05-02]. （原始内容存档于2021-06-07） （法语）.
- [对于格朗维尔的评价].   [2021-05-02]. （原始内容存档于2021-05-02） （法语）.